# Entrichella pogonias
Entrichella pogonias is een vlinder uit de familie wespvlinders (Sesiidae), onderfamilie Tinthiinae.
Entrichella pogonias is voor het eerst wetenschappelijk beschreven door Bryk in 1947. De soort komt voor in het Oriëntaals gebieden het  Palearctisch gebied.